# Pont del km 4 de la carretera N-243
El Pont del km 4 de la carretera N-243 és una obra de Castellví de Rosanes (Baix Llobregat) inclosa a l'Inventari del Patrimoni Arquitectònic de Catalunya.

## Descripció
Pont situat a la carretera de Castellví cap a les Deveses, a l'alçada de Can Duran. Està fet de pedra roja després arrebossat imitant maçoneria. És de pedra roja amb un sol ull rebaixat després arrebossat imitant maçoneria. Té un sol ull i als laterals hi ha una petita barana baixa, també de pedra, per a la seguretat dels vehicles. Els laterals estan parcialment coberts de vegetació.